# Eduard Totleben
Eduard Iwanowicz Totleben, ros. Эдуард Иванович Тотлебен (ur. 20 maja 1818 w Mitawie, zm. 1 lipca 1884 w Bad Soden) – generał-inżynier (1869), generał adiutant (1855) armii rosyjskiej, hrabia.

## Życiorys
Pochodził z rodziny bałtyckich Niemców. Ukończył w 1836 Główną Oficerską Szkołę Inżynieryjną. W latach 1848–1849 uczestniczył w wojnie kaukaskiej 1817-1864. Od 1851 służył jako inżynier-saper w jednostkach Gwardii.
W czasie wojny krymskiej 1853-1856 odegrał dużą rolę w organizacji obrony Sewastopola (1854-1855), gdzie kierował pracami inżynieryjno-fortyfikacyjnymi, w których wykorzystał, a także rozwinął idee A. Z Tielakowskiego. Od 1859 dyrektor Departamentu Inżynierii, a w latach 1863-1877 zastępca generalnego inspektora ds. inżynieryjno-saperskich. W latach sześćdziesiątych wydał polecenie rozbudowy i uzupełnienia Twierdzy Nowogieorgiewsk (Modlin). Na jego polecenie wybudowano po 1864 wewnątrz francuskiego rdzenia bastionowego 2 kilometrowy obwód obronnych koszar obliczony na pomieszczenie 20 tys. żołnierzy, charakterystyczny dla fortyfikacji rosyjskich (podobne miały Twierdza Dęblin i Twierdza Brześć). Koszary osłaniane z 4 kaponier, stały się trzecim obwodem twierdzy Modlin. Będąc praktycznie szefem wojsk inżynieryjno-saperskich, opracował system umocnień inżynieryjnych na granicach państwa. Był głównym projektantem Twierdzy Osowiec. W 1873 członek Rady Specjalnej ds. Reorganizacji Armii. W 1874 kierował reorganizacją wojsk inżynieryjno-saperskich. Był prekursorem i organizatorem przygotowania saperskiego pododdziałów piechoty, kawalerii i artylerii.
W czasie wojny rosyjsko-tureckiej (1877-1878) 22 września 1877 został wyznaczony na pomocnika szefa Oddziału Zachodniego, a od 3 listopada został szefem Oddziału Okrążenia Plewen (w dzisiejszej Bułgarii). Kierował oblężeniem Plewny, które zakończyło się 28 listopada kapitulacją garnizonu tureckiego. Potem dowodził Oddziałem Ruszukskim, a od kwietnia 1878 do stycznia 1879 walczącą armią, aż do podpisania traktatu w San Stefano i ewakuacji wojsk rosyjskich.
Od 1879 członek Rady Państwowej, a później generał-gubernator i dowódca Odeskiego Okręgu Wojskowego. W 1880 generał-gubernator wileński, kowieński i grodzieński oraz dowódca Wileńskiego Okręgu Wojskowego. Za zasługi nadano mu w 1879 tytuł hrabiowski.
Totleben był członkiem honorowym Akademii Nauk, szeregu akademii wojskowych i Uniwersytetu Petersburskiego. Pod jego kierownictwem ukazał się Opis obrony Sewastopola, wydany w latach 1863-1872. Napisał szereg instrukcji i podręczników.
Zmarł 19 czerwca (1 lipca) 1884 w Bad Soden koło Frankfurtu nad Menem i został pochowany w Sewastopolu.

## Upamiętnienie
W Sewastopolu w 1909 postawiono pomnik gen. Totlebena, który w czasie rewolucji został zburzony. Odbudowany po zakończeniu II wojny światowej. W Bułgarii jedną z wiosek w obwodu Plewen nazwano jego imieniem.